# Stigmaulax elenae
Stigmaulax elenae (denominada, em inglês, elenae moon) é uma espécie predadora de molusco gastrópode marinho do leste do oceano Pacífico, pertencente à família Naticidae da ordem Littorinimorpha. Foi classificada por César Auguste Récluz, em 1844, com o nome Natica elenae.

## Descrição da concha e hábitos
Concha de coloração branca a creme, com listras castanho-amareladas a castanho-avermelhadas, irregulares, em sua superfície polida e arredondada, de acabamento brilhante; dotada de espiral baixa e com até pouco mais de 5 centímetros de comprimento, quando desenvolvida. Por baixo é visível um umbílico profundo e aberto, próximo à sua columela branca e ao seu lábio externo, que é fino; com abertura, próxima, também branca e com nuances em castanho. Opérculo calcário, fechando totalmente a abertura semicircular da sua concha.
A espécie vive em substrato arenoso que vai, na zona nerítica, de 3 até uma profundidade de 40 metros.

## Distribuição geográfica
Stigmaulax elenae ocorre no Pacífico Oriental, entre o México, na península da Baixa Califórnia, passando pela América Central, até o Peru, na costa oeste da América do Sul, incluindo as ilhas Galápagos.